# Regulus (Chemie)
Als Regulus (von lateinisch regulus „kleiner König“) bezeichnet man (veraltet) einen aus Metallverbindungen (z. B. Oxiden, Sulfiden) unter Schlacke oder Flussmitteln bei hoher Temperatur meist durch Reduktion erschmolzenen, unregelmäßig geformten Rohmetallklumpen. Dieser kann dann weiterer Bearbeitung zugeführt werden.
Zugleich ist Regulus auch die Bezeichnung für gediegenes Metall im Gegensatz zu vererztem Metall. In der alten Scheidekunst wurde derart von aller Verunreinigung befreites Metall als regulinisch bezeichnet, entsprechend nannte man den Spießglanz Regulus antimonii, das reine Magnesium Regulus magnesii usw.